# 埃丽卡·洛尼格罗
埃丽卡·诺埃利娅·洛尼格罗（西班牙語：Érica Noelia Lonigro；1994年7月6日—），阿根廷女子足球运动员，司职前锋，目前效力于Dux Logroño和阿根廷国家女子足球队。她曾代表阿根廷参加2023年国际足联女子世界杯。